# Sankt Pauli
Sankt Pauli (en baix alemany ídem) és un barri del bezirk d'Hamburg-Mitte de l'estat d'Hamburg a Alemanya, situat a la riba dreta de l'Elba. Té una superfície de 2,3 km² i una població de 21.704 a la fi del 2012, un creixement de 235 habitants des de l'any 2010. Amb els seus 9 337 habitants per km² és un dels barris amb la densitat més gran de tota la ciutat.
El 2012, el diari britànic The Guardian va incloure a Sankt Pauli a la llista dels cinc millors llocs del món per viure, al costat del districte de Cihangir, a Istanbul; la ciutat Santa Cruz de Tenerife, a Espanya; la costa nord de Maui, a Hawaii, i Portland, a l'estat d'Oregon (Estats Units).

## Història

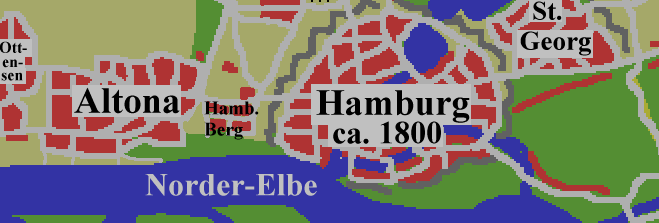
L'Hamburger Berg
(Sankt Pauli)
entre Altona i Hamburg

Des del 1247, el territori pertany a Hamburg. Fins al 1833, l'endret es deia Hamburger Berg (el munt d'Hamburg), una elevació del geest de l'Elba. Ric en argila mineral, a poc a poc el “munt” va aplanar-se per a alimentar les bòbiles de la ciutat. La terra necessària per a la construcció dels bastions durant la Guerra dels Trenta Anys, també provenia d'allà, el que explica que del munt, que mai no va ser molt elevat, no en queda gairebé res.
El llogaret estrenyit fora les muralles de la ciutat entre la frontera danesa a Àltona i el port a l'Elba va fer-ne una zona franca no oficial, amb una llibertat de fet que no es trobava a la ciutat vella impregnada de l'esperit hanseàtic força purità i reservat. Els primers teatres en barraques de fusta van construir-s'hi (Spielbuden), un barri vermell que atreia els mariners de tot arreu al món a la recerca d'amistats més o menys llongues. Indústries a les quals mancava l'espai dins les muralles van establir-s'hi des de l'inici del segle xix i a poc a poc la zona va urbanitzar-se.
Durant l'ocupació francesa a la fi del segle xviii tot el barri va ser incendiat per a augmentar la visibilitat des de les defenses de la ciutat. El suburbi va reconstruir-se i el 1833, l'ajuntament va donar-li el seu nom actual, segons el sant patró de l'església de Pau de Tars de la parròquia. Des del 1864, quan Àltona fou annexionada a Prússia, la urbanització de Sankt Pauli va accelerar-se, fins que el 1894 tenia 72 000 habitants.

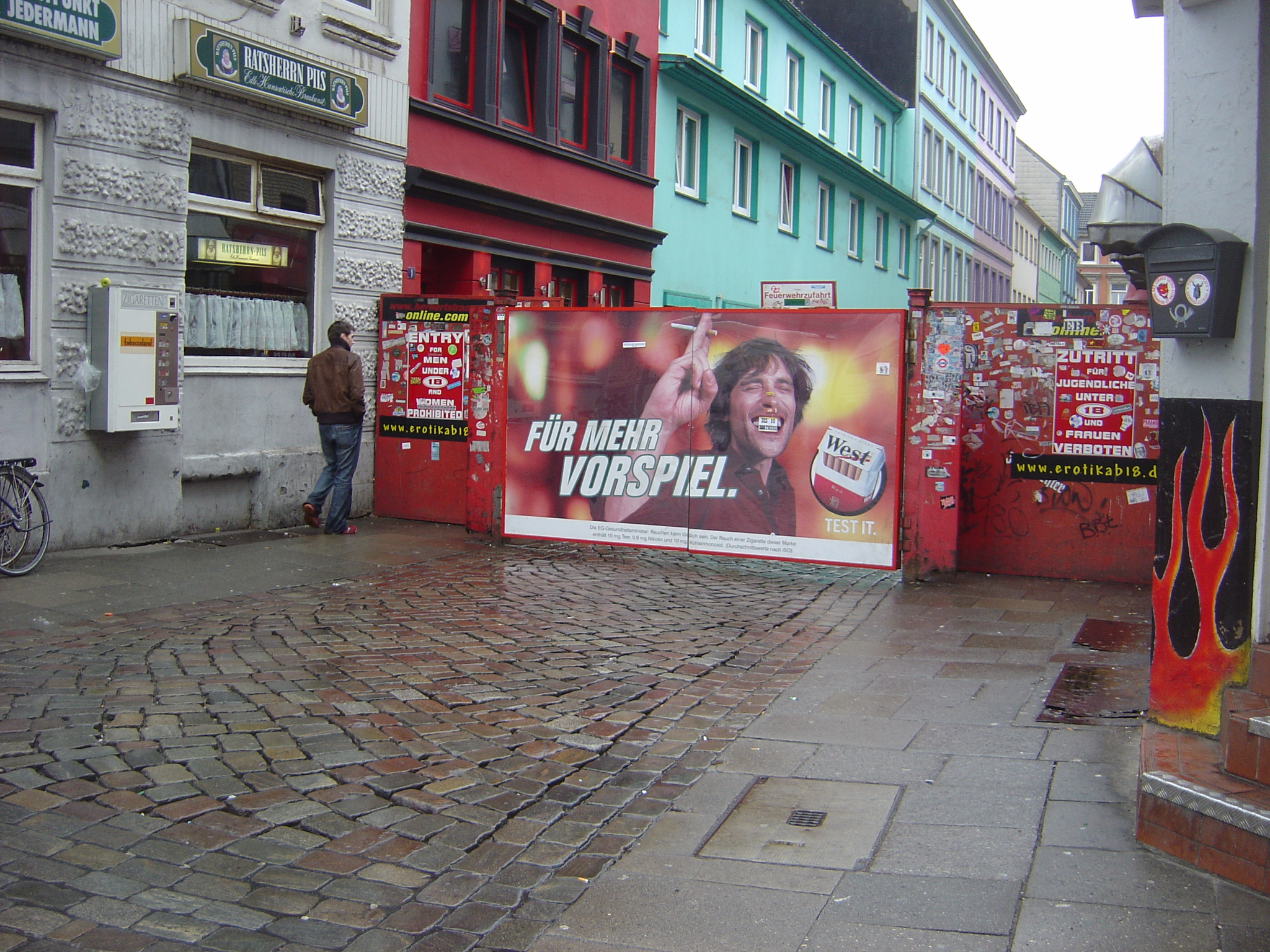
Entrada del carrer Herbertstrasse, accessible només per a les dones que hi treballen i els seus clients

Des dels anys 1980, el lloc de filibusters va començar a perdre el seu romanticisme de mariners. Abans, un vaixell mercant quedava al port fins a una setmana per a descarregar i carregar mentrestant que els portacontenidors s'estan com a màxim 36 hores: els imperatius de l'eficàcia i de la productivitat no deixen gaire temps per a aventures com abans es cantaven als cants de mariners. Tot i això el barri va reinventar-se com a lloc de llibertat, al qual continua la lluita contra la gentrificació, com va manifestar-se durant les protestes contra l'enderrocament d'una benzinera Esso i els pisos barats a l'entorn. Malgrat que no tenen cap interès arquitectural, van esdevenir un símbol de la diversitat cultural. Fora dels carrers d'ambient, queda un barri de població densa i diversa.

## Llocs d'interès
- L'embarcador i el passeig al riu Landungsbrücken
- La Reeperbahn i el barri vermell
- El primer túnel sota l'Elba (1911) i el seu ascensor per cotxes (Alte Elbtunnel)
- El parc Planten un Blomen
- El centre de congressos i de fires Hamburg Messe und Congress
- L'estadi del club de futbol de Sankt-Pauli
- L'Hamburger Dom, una gran fira popular al camp Heiligengeistfeld
- Els múltiples teatres i sales d'espectacles
- El Museu de l'art eròtic
- El Museu del desguàs i del clavegueram (Abwasser- und Sielmuseum)
- El Museu de l'escola (Hamburger Schulmuseum)

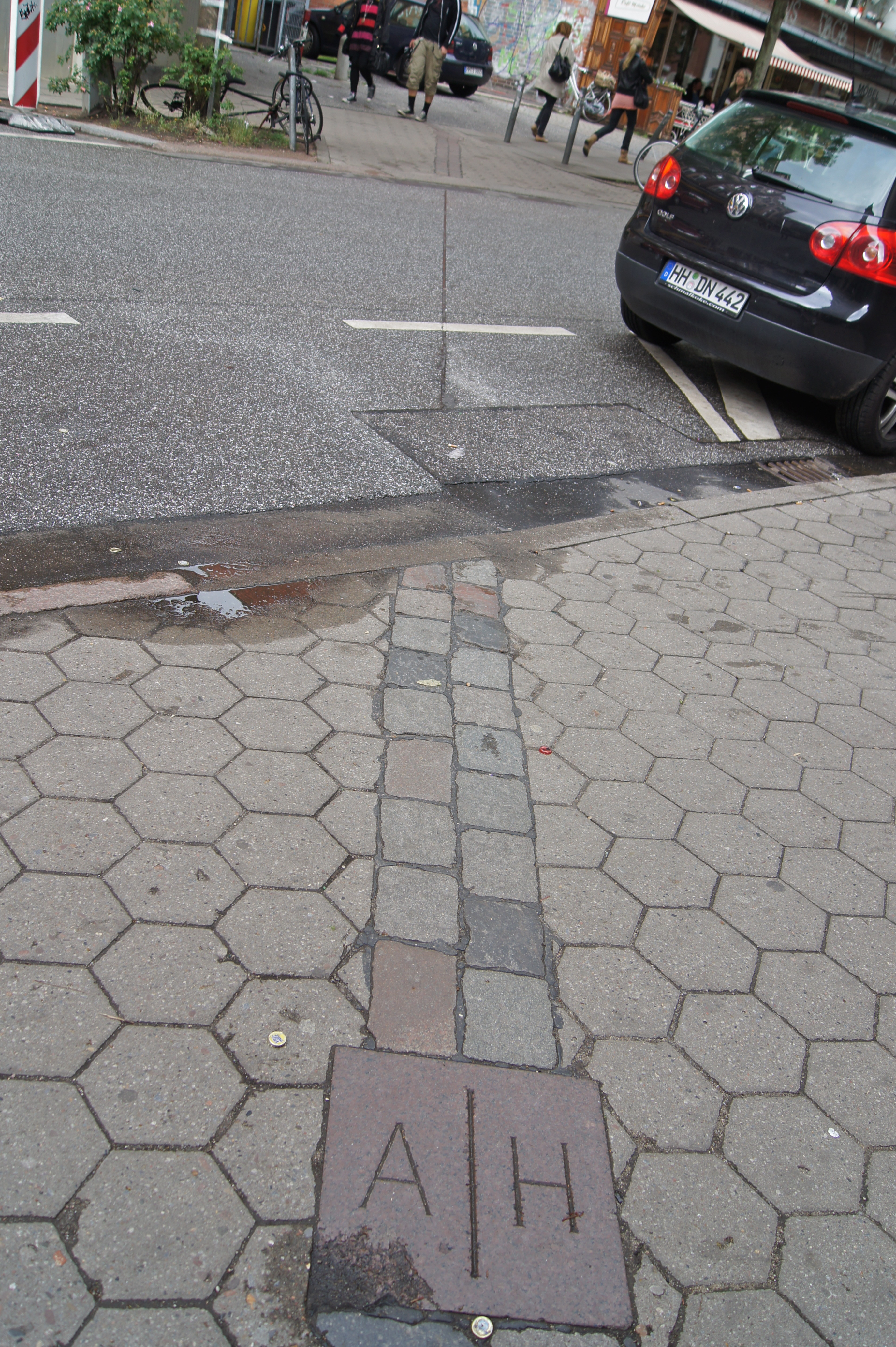
Fita de l'antiga frontera d'estat entre Dinamarca (A=Àltona) i Hamburg (H=Hamburg) al carrer Paul-Rosen-Straße
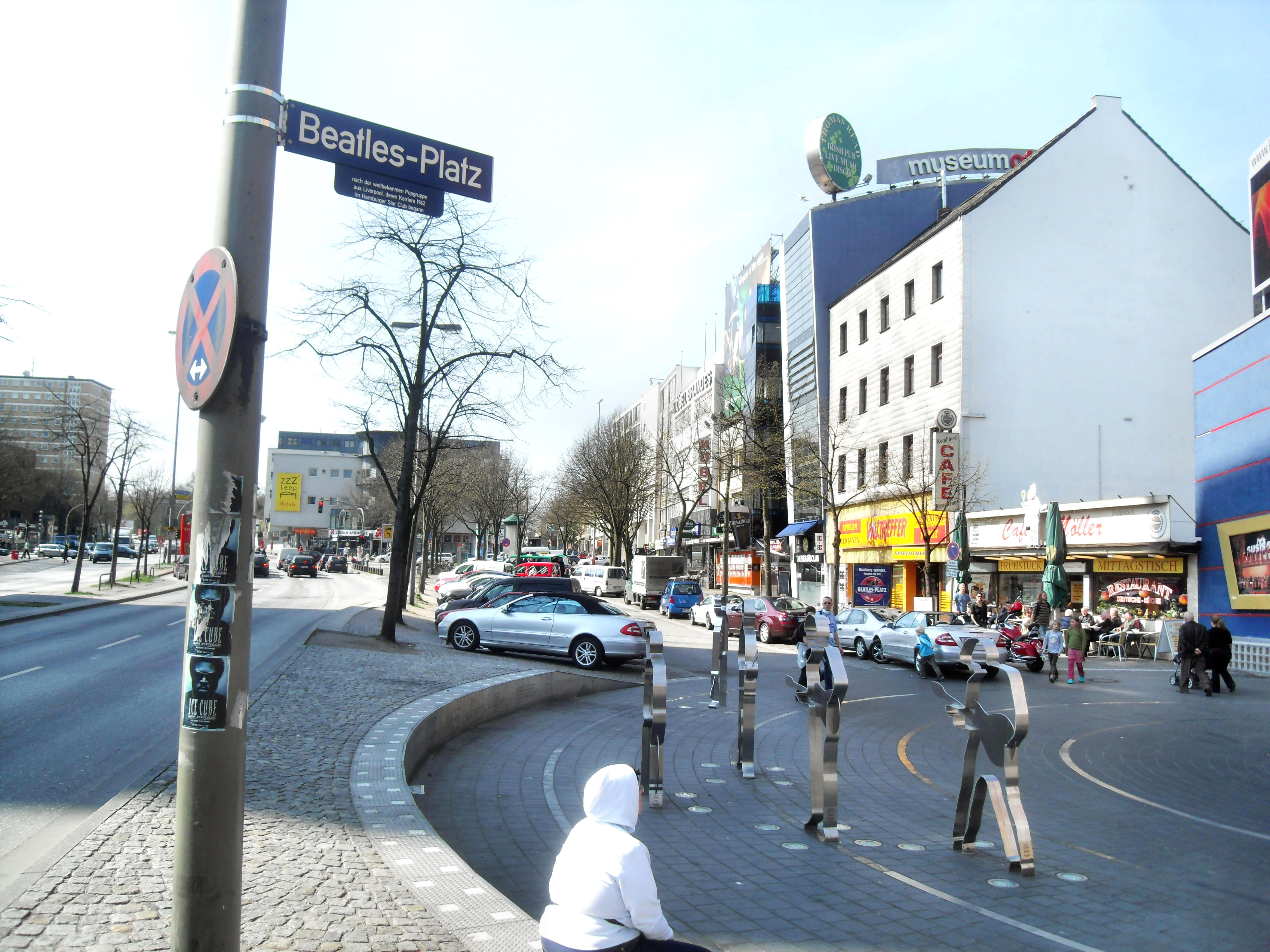
Monument als Beatles-Platz
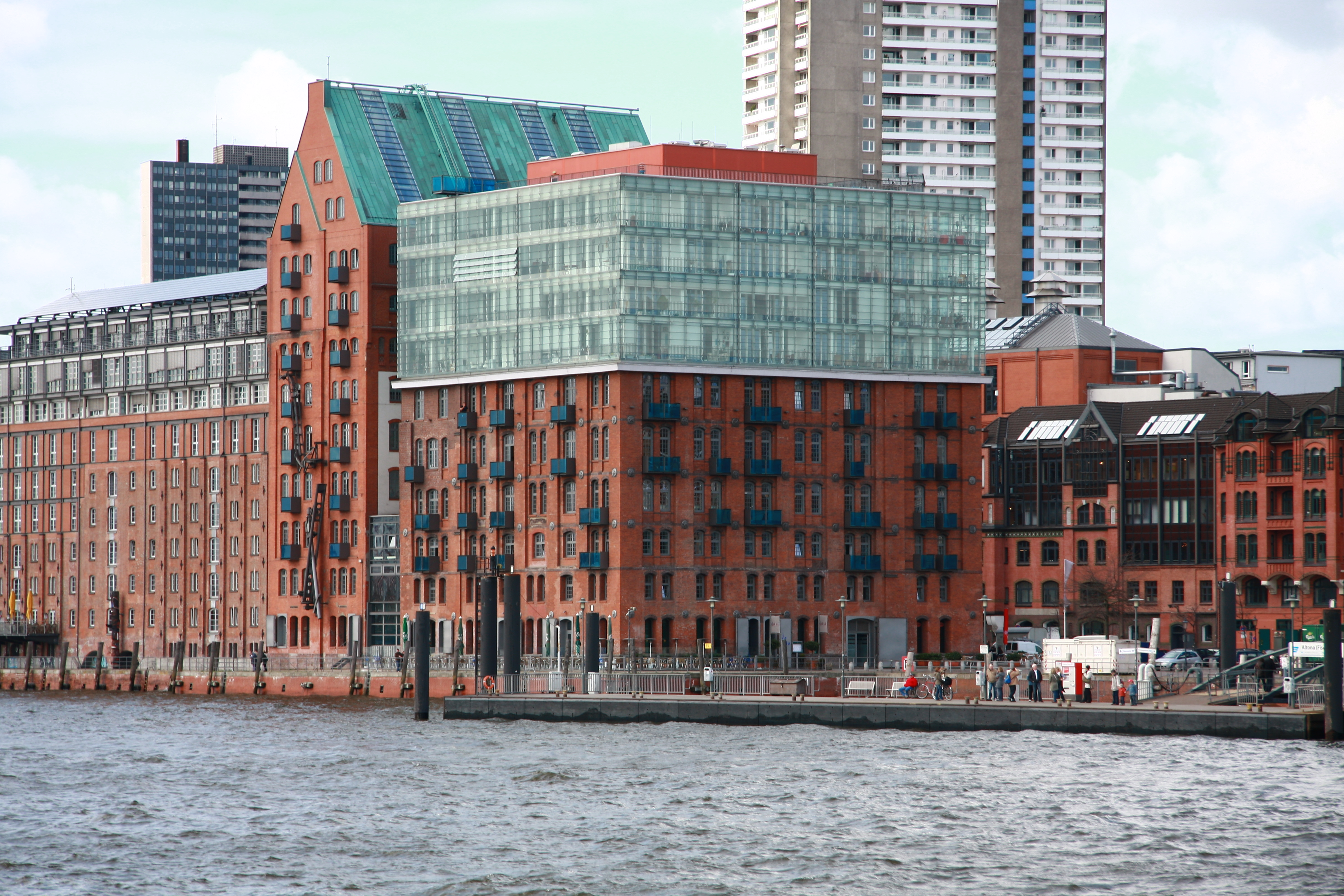
Antic magatzem reformat, amb el despatx de Greenpeace-Alemanya
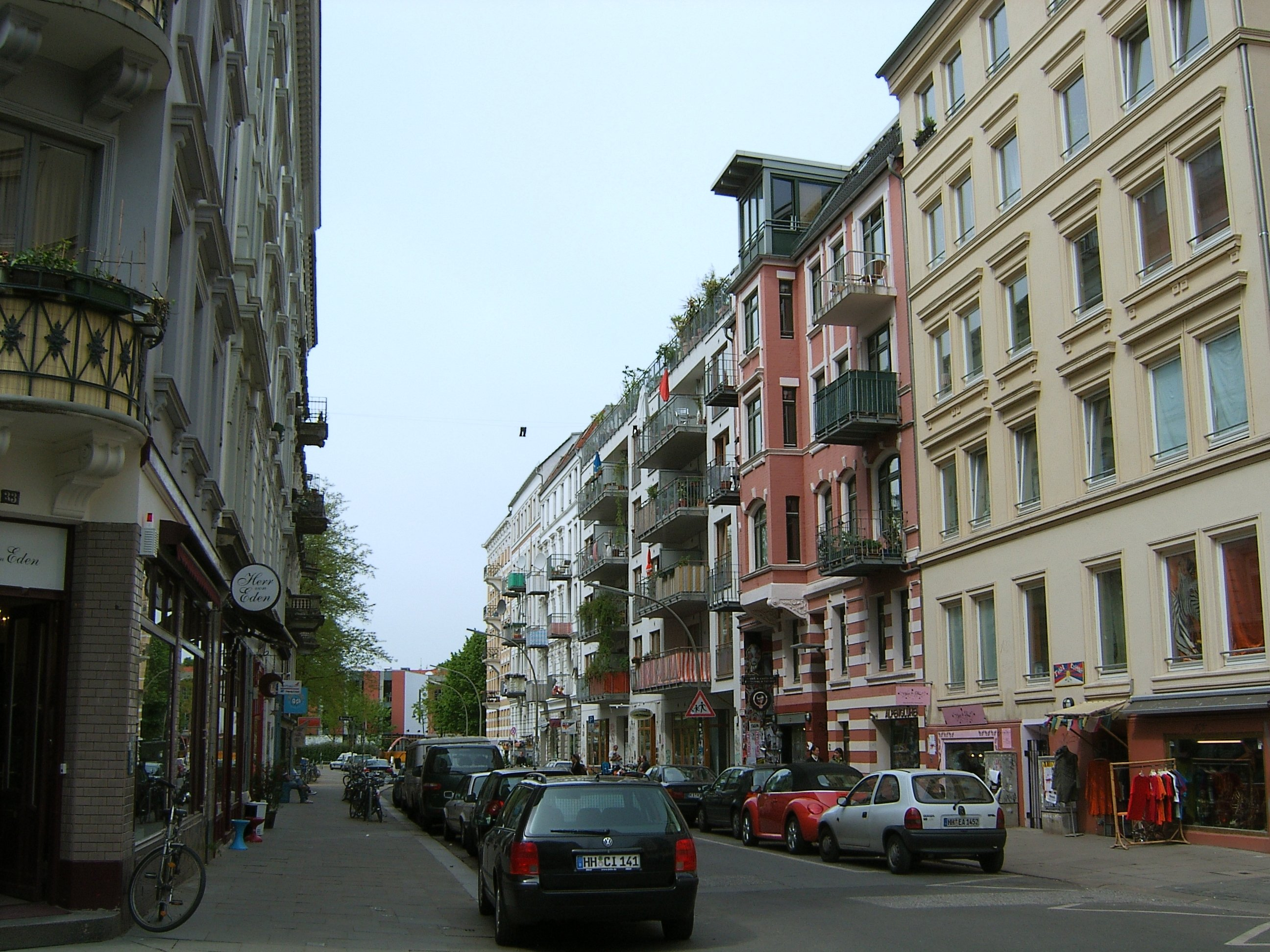
Marktstrasse, un carrer residencial
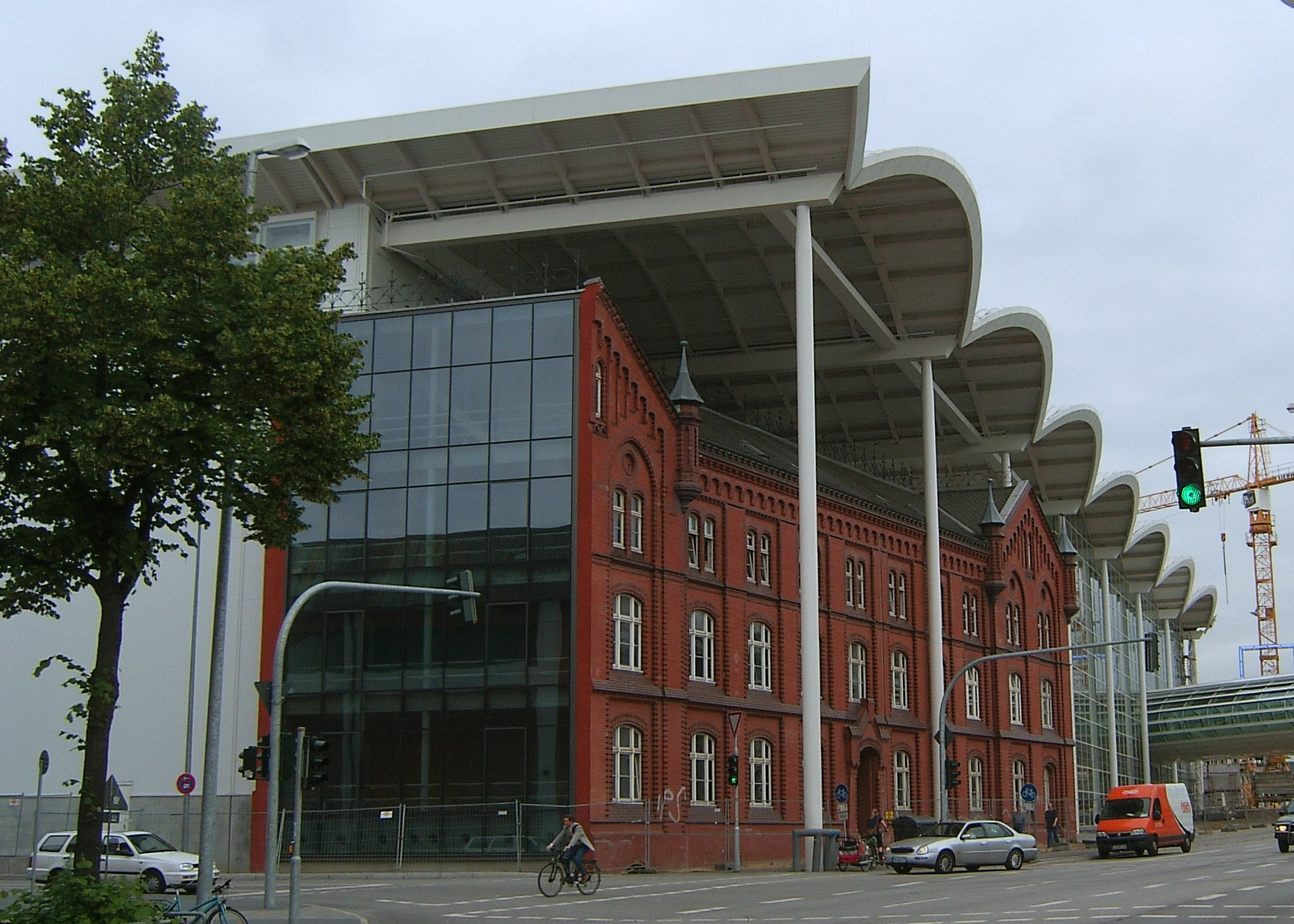
La façana del despatx de l'antiga central tèrmica Karoline, incorporat al Centre de Fires
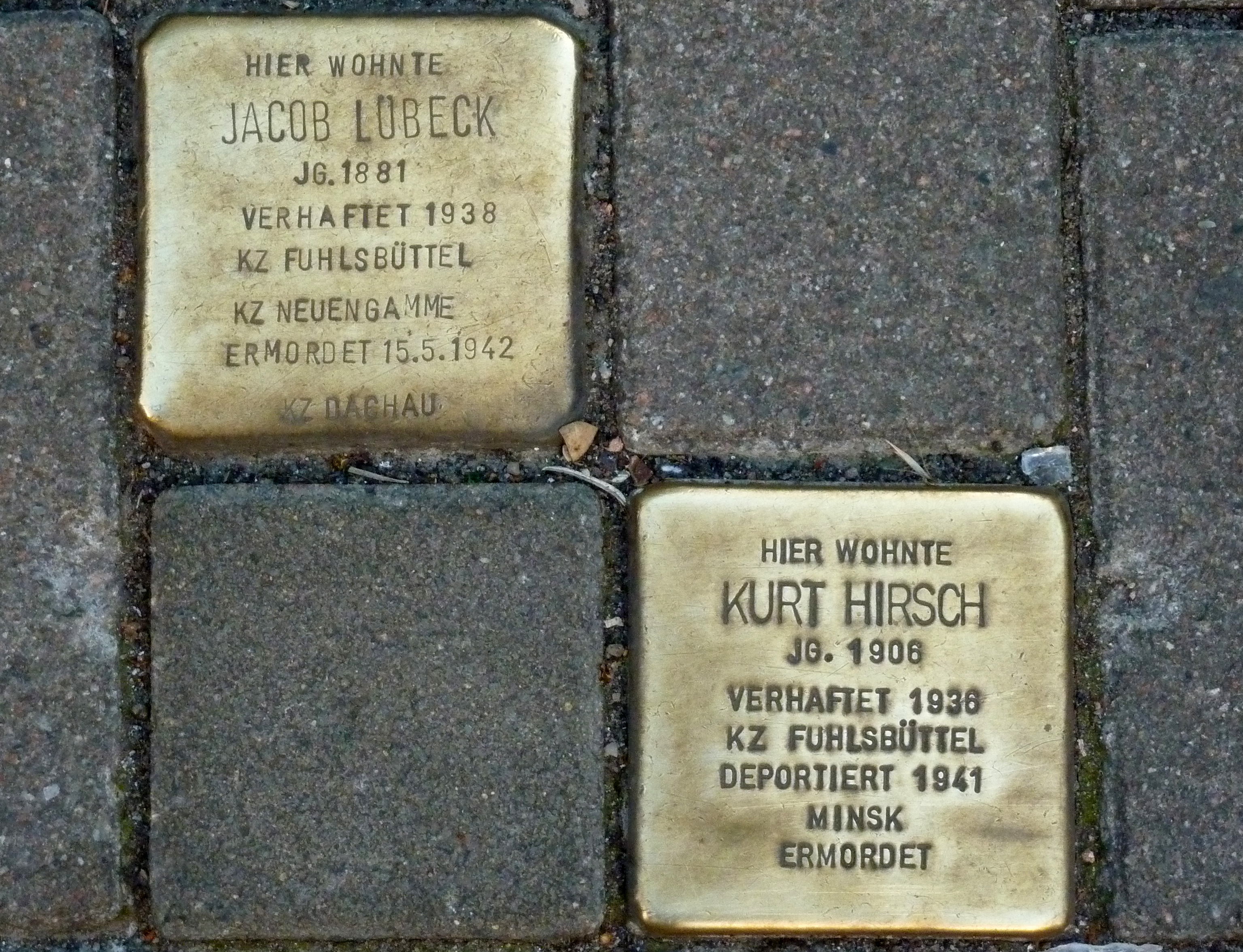
Stolpersteine dedicades a Kurt Hirsch i Jacob Lübeck al carrer Talstrasse